# 湖北花蛛
湖北花蛛（学名：Misumenops hubeiensis）为蟹蛛科花蛛属的动物。在中国大陆，分布于湖北等地。该物种的模式产地在湖北。